# 김주연 (골프 선수)
김주연(金柱演, 영어: Birdie Kim, 1981년 8월 26일~)은 대한민국의 골프 선수이다.

## 생애
1981년 8월 26일 전북 익산 출생 후 충북 청주로 이사와 충북의 청주대성초등학교(사립- 45회 졸업생)에서 특화 교육인 골프를 5학년 때 접한 이후 계속하였다. 고려대학교  체육교육과 과를 나왔으며 현재는 마이애미에서 살고 있다. Ju Kim 보다는 기억하기 쉬운 Birdie Kim으로 바꾸라는 주변의 조언으로 이름을 바꾸게 되었다.

## 활동
고등학교 때 골프 국가대표로 발탁된 바 있으며, 1998년 방콕 아시안 게임 단체전 은메달 리스트다. 1999년 한국주니어골프선수권과 중고골프연맹회장배 우승을 비롯해 국내 아마추어대회에서 19차례 정상에 올랐다. 2000년에 LPGA 진출을 위해 미국으로 건너갔지만 성적이 저조했다. 2004년 LPGA투어 20개 대회에 출전했으나 최고 성적은 공동 42위에 그쳤다. 2005년 LPGA 투어 데뷔 2년 만에 US 여자 오픈에 첫 줄전하여 우승하였다.

## 수상
- 2007년 LPGA 미첼컴퍼니 토너먼트 오브 챔피언스 준우승
- 2005년 제60회 US오픈대회 우승(메이저 대회)
- 1998년 방콕아시안게임 은메달

## 경력
- 2005년 LPGA투어 칙필A채리티챔피언십 7위
- 2003년 요크 뉴스페이퍼컴퍼니퓨처스클래식 16위